# 内藤頼愛
内藤 頼愛（ないとう よりちか）は、江戸時代後期の信濃国高遠藩の世嗣。官位は大隅守。

## 略歴
7代藩主・内藤頼寧の長男として誕生。正室は中津藩主・奥平昌高の娘。
高遠藩嫡子として生まれたが、家督を相続することなく20歳で早世した。代わって、弟・頼直が嫡子となった。